# TT319
La tombe thébaine TT 319 est située à Deir el-Bahari, dans la nécropole thébaine, située sur la rive ouest du Nil en face de Louxor.
| F35 | F35 | F35 |

| F35 | F35 | F35 |

La tombe est le lieu de sépulture de Néférou II, femme de Montouhotep II, (XIe dynastie). Néférou est la fille de la reine Iâh et d'Antef III.
La tombe est située juste au nord du temple mortuaire de Montouhotep II, et se trouve actuellement sous le temple d'Hatchepsout.

## Description
La tombe de Néferu consiste en une chapelle pavée de dalles de calcaire et taillée dans les rochers.

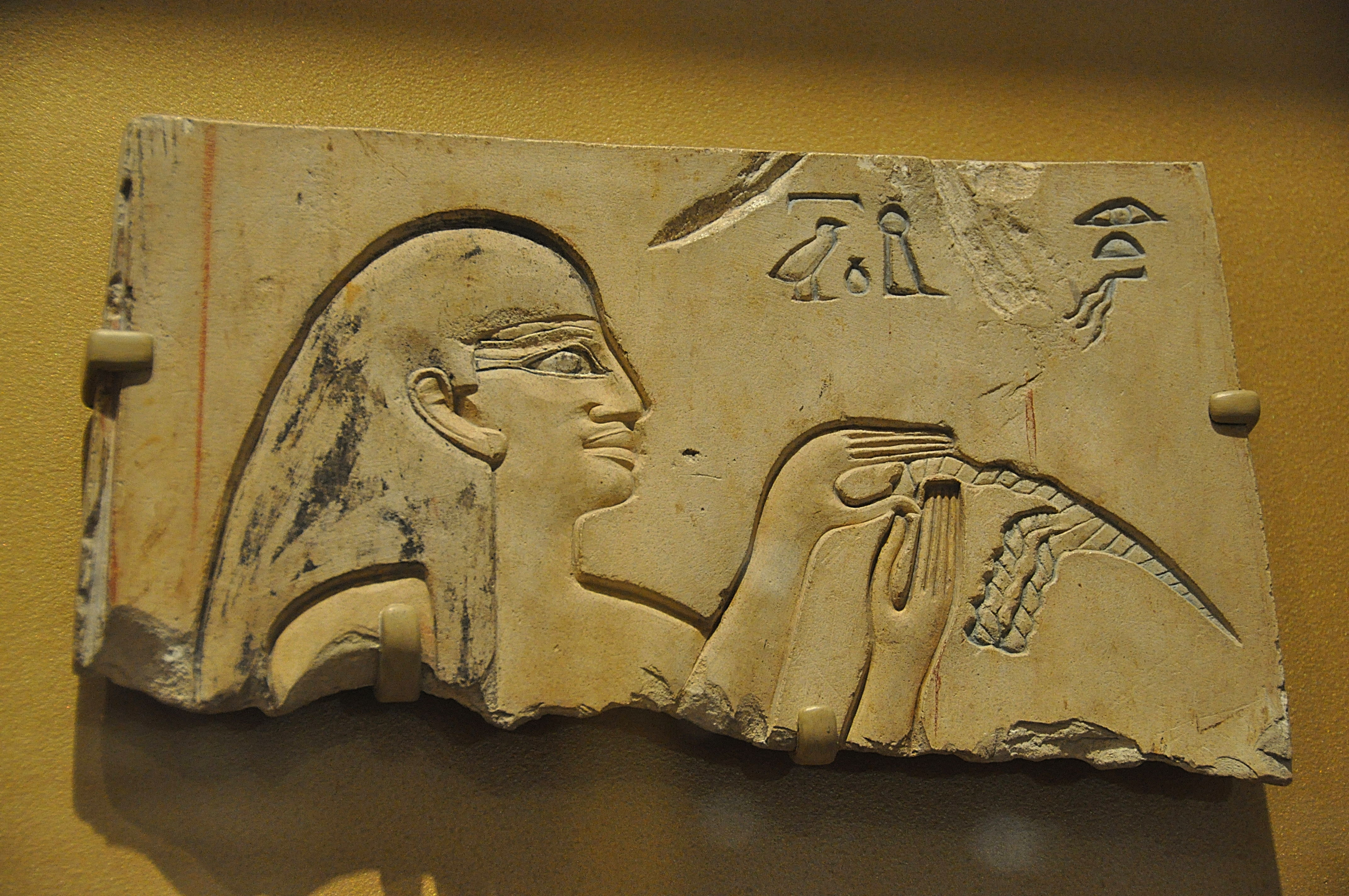
Fragment d'un relief de la tombe, montrant un coiffeur

Cette chapelle était décorée de scènes en creux et en relief. Elles montrent la reine avec des coiffeurs, des serviteurs et des scènes religieuses. Cependant, ces scènes ne sont aujourd'hui que très mal conservées.
Par ailleurs, les pierres de la chapelle étaient déjà utilisées dans l'Antiquité comme carrière. Ces fragments se trouvent maintenant dans de nombreux musées du monde entier.
Derrière la chapelle se trouve un couloir menant à la chambre funéraire, qui était également décorée. Sur les murs sont peintes des frises représentant des objets funéraires et de longs textes funéraires. La chambre a été trouvée dérangée lors des fouilles.

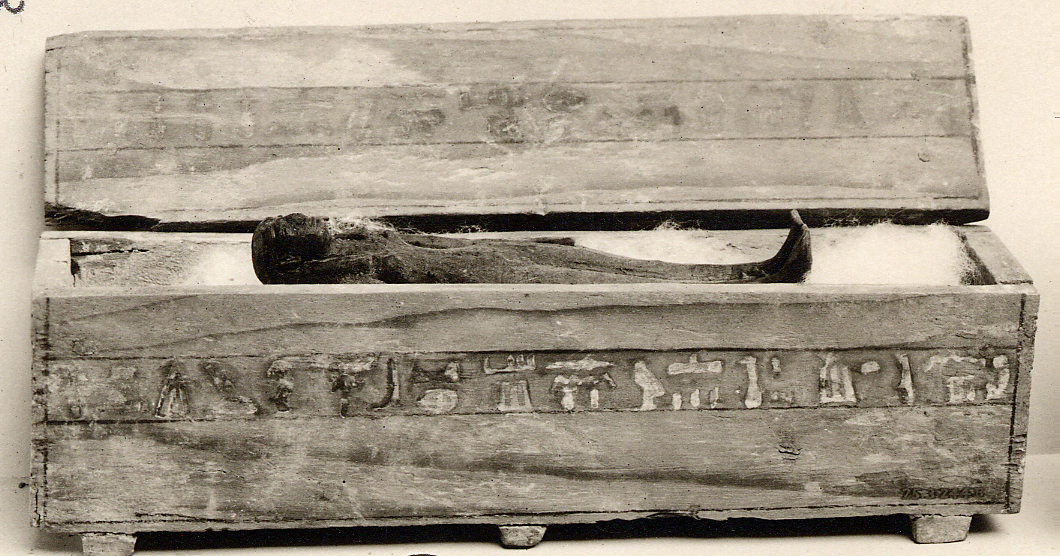

Dans la chambre funéraire se trouvait également le sarcophage de la reine.